# Даньшуйхэ
Даньшуйхэ (кит. 淡水河) — река в северной части острова Тайвань, третья по длине река на острове после Чжошуйси и Гаопинси. Берёт исток на северных склонах хребта Юйшань, в уезде Синьчжу, на границе с уездом Мяоли. По реке Даньшуйхэ проходит западная граница Тайбэя. Принимает правые притоки Синьдянь (Синьдяньци) и Цзилун (Цзилунхэ), которые являются южной и северной границами Тайбэя. Впадает в гавань Даньшуйцзян Тайваньский пролив, к северо-западу от Тайбэя. Река является судоходной.
На правом берегу реки близ устья, северо-западнее Тайбэя находится форт Санто-Доминго (Хунмаочэн).
В 1988 году была закрыта железнодорожная линия Даньшуй, которая соединяла район Даньшуй в гавани Даньшуйцзян и город Тайбэй. В настоящее время вместо неё работает красная линия Тайбэйского метрополитена.

## Плотина Шимен
На реке в Таоюане в 1957—1963 гг. построена грунтовая плотина Шимен высотой 110,0 м. Противофильтрационным элементом плотины является диафрагма из укатанного бетона высотой 55 м и толщиной 3 м. Отметка верха плотины — 251 м, нормальный подпорный уровень (НПУ) — 245 м, уровень нижнего бьефа (УНБ) — 146 м. Плотина с центральным ядром и боковыми призмами отсыпана из современного и древнего террасового аллювия следующего гранулометрического состава: песок до 2 мм — 15 %, гравий 2—80 мм — 35 % и булыги 80—300 мм — 50 %. Для верховой призмы применялся современный аллювий, в котором песка было около 15 %, а для низовой — древний с большим содержанием песка. Учитывая дробление грунта при укатке и повышение содержания в нем мелких фракций, то есть уменьшение его водопроницаемости, проект плотины предусматривал устройство дренажа в боковых призмах. Проект был обоснован соответствующими опытами, которые показали существенное изменение водоотдачи такого грунта под влиянием уплотнения. Плотина укладывалась слоями с уплотнением 50-тонным катком на пневмошинах. Общий объём тела плотины 6,83 млн м³. Стоимость гидроузла 80 млн долларов США.